# شیطان (فیلم هندی ۲۰۱۱)
شیطان (انگلیسی: Shaitan) یک فیلم به کارگردانی بوجای نامبیار است که در سال ۲۰۱۱ منتشر شد. از بازیگران آن می‌توان به راجیت کاپور، راجیو خاندلوال، کالکی کوچلین و پاوان مالهوترا اشاره کرد.